# Vicenta Santiago Montilla
Vicenta Santiago Montilla (Lopera, 1958 – Sant Feliu de Llobregat, 2011), coneguda com a Vicky, va ser una sindicalista, política i activista feminista.
Va néixer a Lopera, província de Jaén, i als 7 anys va emigrar a Sant Feliu amb la seva família. Era la gran de cinc germanes. Als 12 anys, va començar a treballar per ajudar econòmicament a la seva família i als 15, va entrar a treballar a l'empresa Hoechst Iberica on va desenvolupar una intensa tasca sindical. Eren els últims anys del franquisme, els sindicats treballaven en la clandestinitat. Primer es va afiliar a les Joventuts Comunistes i, posteriorment, al PSUC amb el que es va presentar a les eleccions municipals de 1979. Un any abans, s'havia presentat a les primeres eleccions sindicals i va aconseguir el càrrec de secretària del ram de químiques a CCOO del Baix Llobregat.
Va desenvolupar el seu activisme entre els últims anys del franquisme i la transició, participant en lluites sindicals, polítiques i feministes. Va ser una de les impulsores del Centre de Planificació Familiar i de l'Escola d'Adults, on va estudiar, també va ser una de les fundadores del Casal de la Dona, al 1979.